# Gematigde bossen van het Noordereiland
De gematigde bossen van het Noordereiland (Engels: Northland temperate forests of North Island temperate forests) vormen een ecoregio van gematigde bossen in het zuiden en oosten van het Noordereiland in Nieuw-Zeeland.

## De ecoregio
De ecoregio heeft een oppervlakte van 84.041 vierkante kilometer, die het grootste deel van het Noordereiland beslaat. De ecoregio strekt zich uit van zeeniveau tot hoge vulkanische toppen. Het noordelijke deel van het eiland, inclusief de schiereilanden Northland en Coromandel en het laaglandgebied rond Hamilton, maken deel uit van de afzonderlijke ecoregio gematigde kauribossen van Northland.
Het vulkanische plateau van het Noordereiland beslaat het midden van het eiland. Lake Taupo, het grootste zoetwatermeer van Nieuw-Zeeland, ligt in een vulkanische caldera die ongeveer 1800 jaar geleden tijdens een gewelddadige uitbarsting is gevormd. De vulkanische toppen van Mount Tongariro (1.978 m), Mount Ngauruhoe (2.291 m) en Mount Ruapehu (2.797 m), alle drie behorend bij het Nationaal park Tongariro, liggen ten zuiden van Lake Taupo. Rivieren als de Waikato en de Whanganui ontspringen in dit gebied. Een groot deel van het plateau is bedekt met lavavelden, vulkanische modderstromen (lahars) en afzettingen van vulkanische as. Ten westen van het vulkanische plateau ligt nabij de westkust van het eiland de actieve vulkaan Mount Taranaki (2.518 m). Deze vulkaan ligt in het Nationaal park Egmont.
Een gordel van geplooide bergen, die de Tararua Range en de Kaimanawa Range omvat, loopt parallel aan de oostkust van Wellington aan de zuidpunt van het eiland tot de Oostkaap in het noordoosten. Deze bergen bestaan voornamelijk uit sedimentair grauwacke, in tegenstelling tot de stollingsgesteenten van het vulkanische plateau. Er zijn laaggelegen kustgebieden langs de oostelijke, westelijke en noordelijke kusten van het eiland.

### Klimaat
Het klimaat is over het algemeen mild, hoewel de wintertemperaturen op het centrale plateau en op de berg Taranaki tot enkele graden onder nul kunnen dalen. Het warmste gebied is de oostkust waar droge föhnwinden regelmatig zomertemperaturen van meer dan 20 C brengen.

## Flora
De ecoregio heeft variërende vegetatietypen, van laaglandbossen nabij de kusten en in laagvlaktes tot alpiene graspol- en kruidengemeenschappen die te vinden zijn op grotere hoogten van vulkanen en de aangrenzende bergketens. Sommige plantensoorten bereiken binnen deze ecoregio hun zuidelijke grens, waaronder de mangeao (Litsea calicaris) en neinei (Dracophyllum latifolium).
In de laaglandbossen steken opkomende podocarpen zoals de rimu (Dacrydium cupressinum) en matai (Prumnopitys taxifolia) uit boven een bladerdak van groenblijvende loofbomen zoals kamahi (Weinmannia racemosa) en tawa (Beilschmiedia tawa).
Middelhoge bossen op het vulkanische plateau worden gedomineerd door podocarpen, waaronder rimu, miro (Prumnopitys ferruginea), matai, totara (Podocarpus totara) en kahikatea (Dacrycarpus dacrydioides). Middelhoge bossen op de berg Taranaki omvatten Hall's totara (Podocarpus laetus) en kaikawaka (Libocedrus bidwillii).
Hogere plantengemeenschappen zijn onder meer zuidelijke beukenbossen (Nothofagus) en polgraslanden. Struikgewas met leerachtige bladeren, waaronder Olearia colensoi en Brachyglottis rotundifolia komen veel voor aan de boomgrens, met taaie bladeren die bestand zijn tegen waterverlies door de bergwinden. Alpengemeenschappen, voornamelijk graspollen, komen voor boven de boomgrens.
Op het vulkanisch plateau bevinden zich verschillende landschapstypen, als gevolg van vulkanische activiteit. Zo is er in het Nationaal park Tongariro een mozaïek van vegetatietypes te vinden. In de oostelijke regenschaduw van Mount Ruapehu is de plantengroei schaars en wordt ze belemmerd door barre klimatologische omstandigheden en ultraporeuze bodems. In het zuiden van Mount Ruapehu zijn er dichte podocarp-bossen en in het westen groeien bergbeuken (Nothofagus cliffortioides) of beuken/podocarp-bossen samen met grote "red tussocks" (Chionochloa rubra) onder de boomgrens.
Ten westen van het vulkanisch plateau bevindt zich de berg Taranaki. De begroeiing daar bestaat uit ongeveer 550 inheemse vaatplanten, waarvan er 5 endemisch zijn voor de berg. De flora op deze berg wijkt af met vergelijkbare omgevingen op het centrale Noordereiland, wat een gevolg is van vulkanische verstoringen in de regio en de relatieve geïsoleerde ligging van deze berg ten opzichte van vergelijkbare omgevingen op het centrale deel van het eiland. Boven de boomgrens zijn er op de berg Taranaki graspol- en kruidenvelden (gedomineerd door "red" en "silver tussocks") en mosvelden. Verder wordt er ook moerasvegetatie aangetroffen, die gedomineerd wordt door pollenvormende grassen en zeggen. Deze moerassige locaties zijn bijzonder rijk aan 260 verschillende plantensoorten.
In het zuiden van de ecoregio bevinden zich in de buurt van de stad Wellington nog duin- en moerasgebieden. In deze duinen groeit de grassoort Spinifex sericeus en de zeggesoort Desmoschoenus spiralis, soorten die het zand bij elkaar houden. In de moerassen groeit de soort Phormium tenax. Vanaf 1940 zijn grote delen van dit gebied ontgonnen voor landbouwgebied, waardoor er maar weinig van deze landschapstypen overgebleven is.

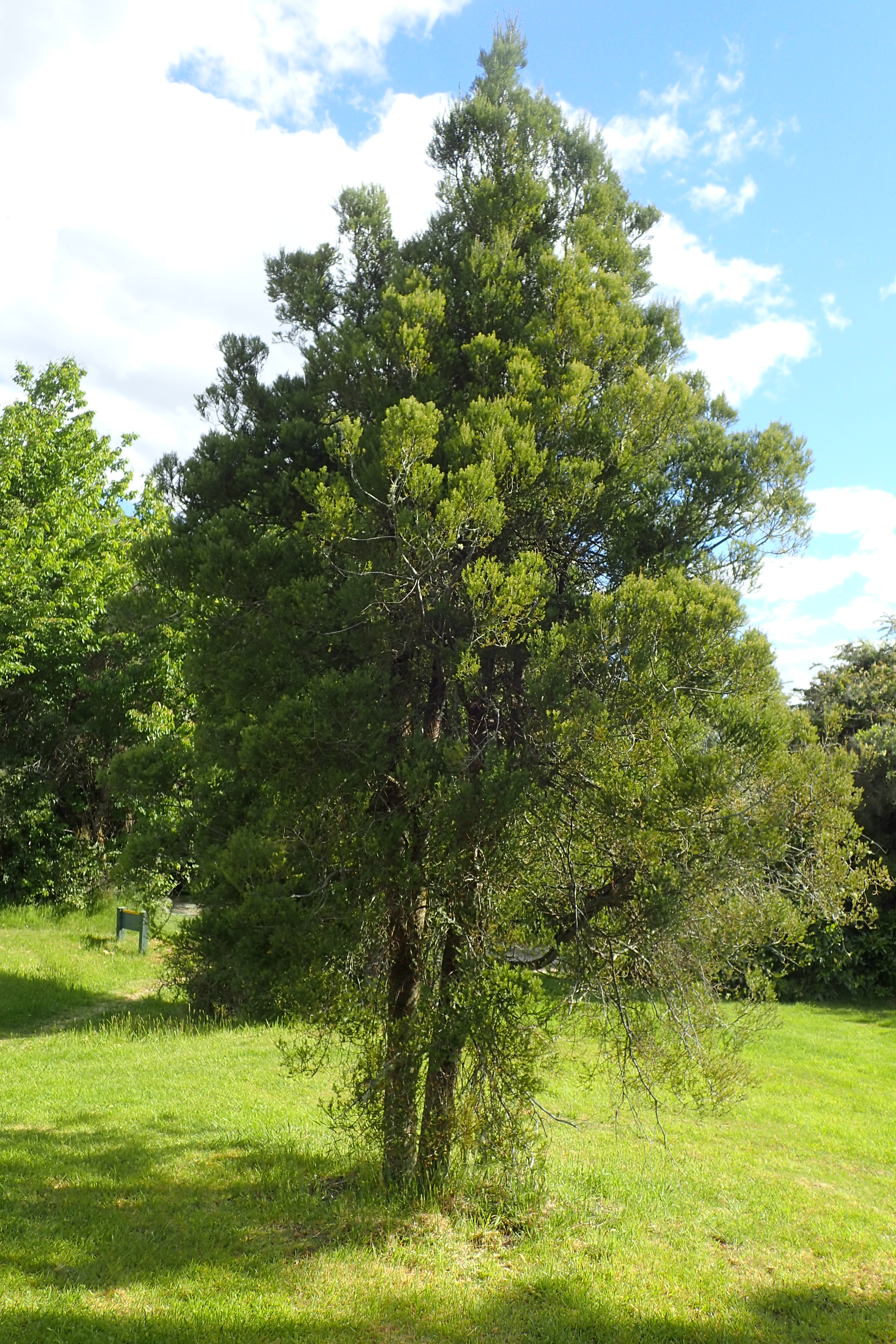
Matai (Prumnopitys taxifolia)
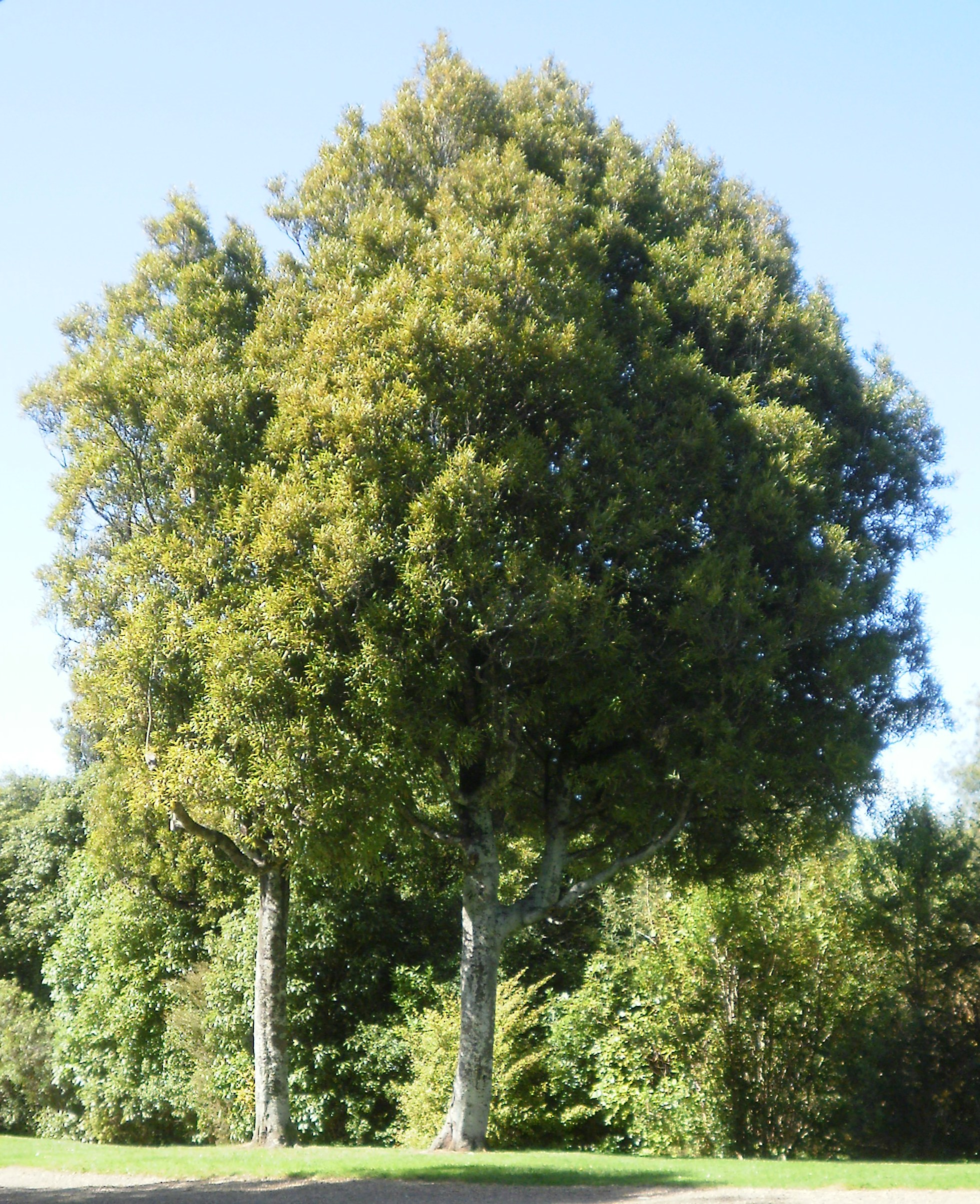
Tawa (Beilschmiedia tawa)
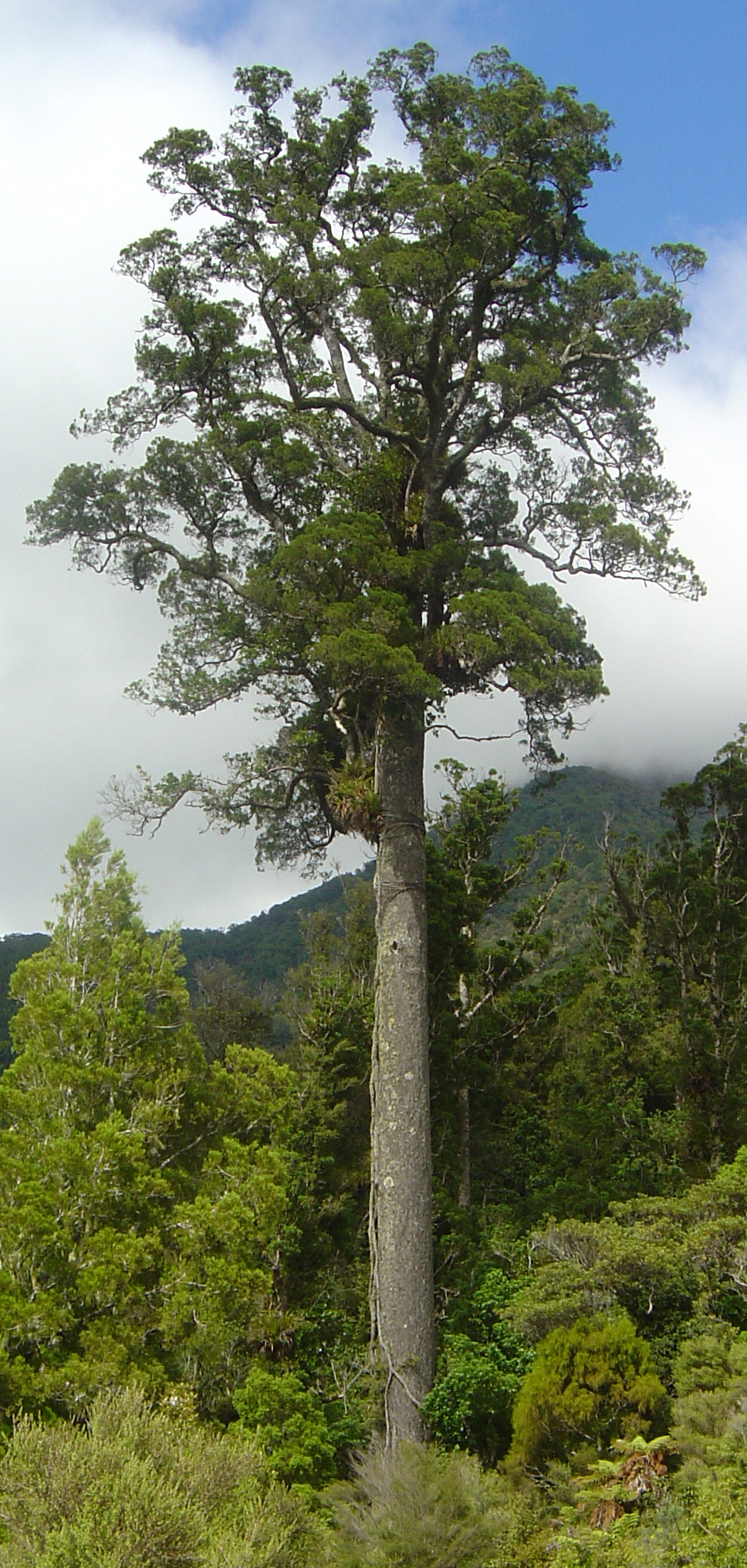
Kahikatea (Dacrycarpus dacrydioides)
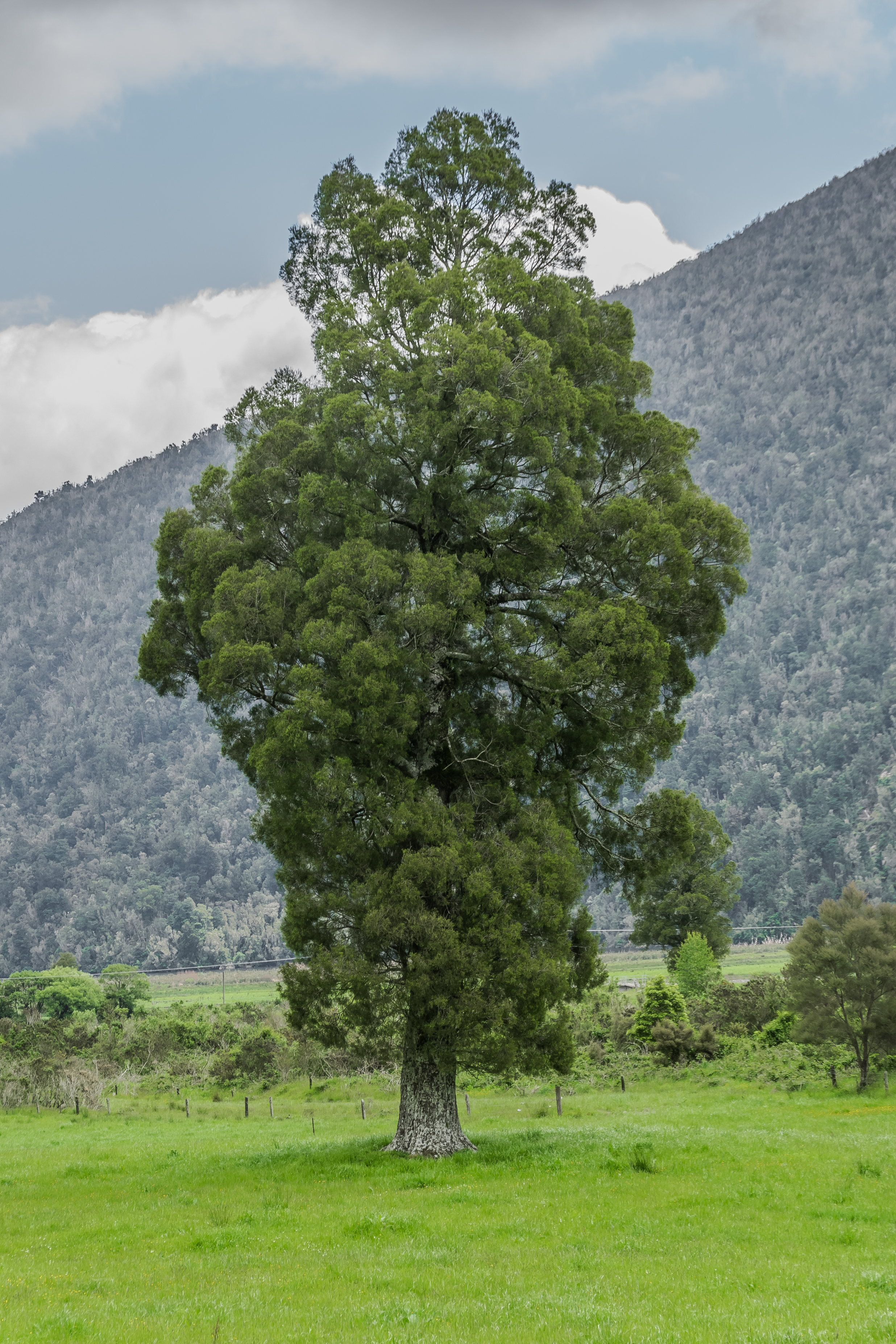
Kaikawaka (Libocedrus bidwillii)
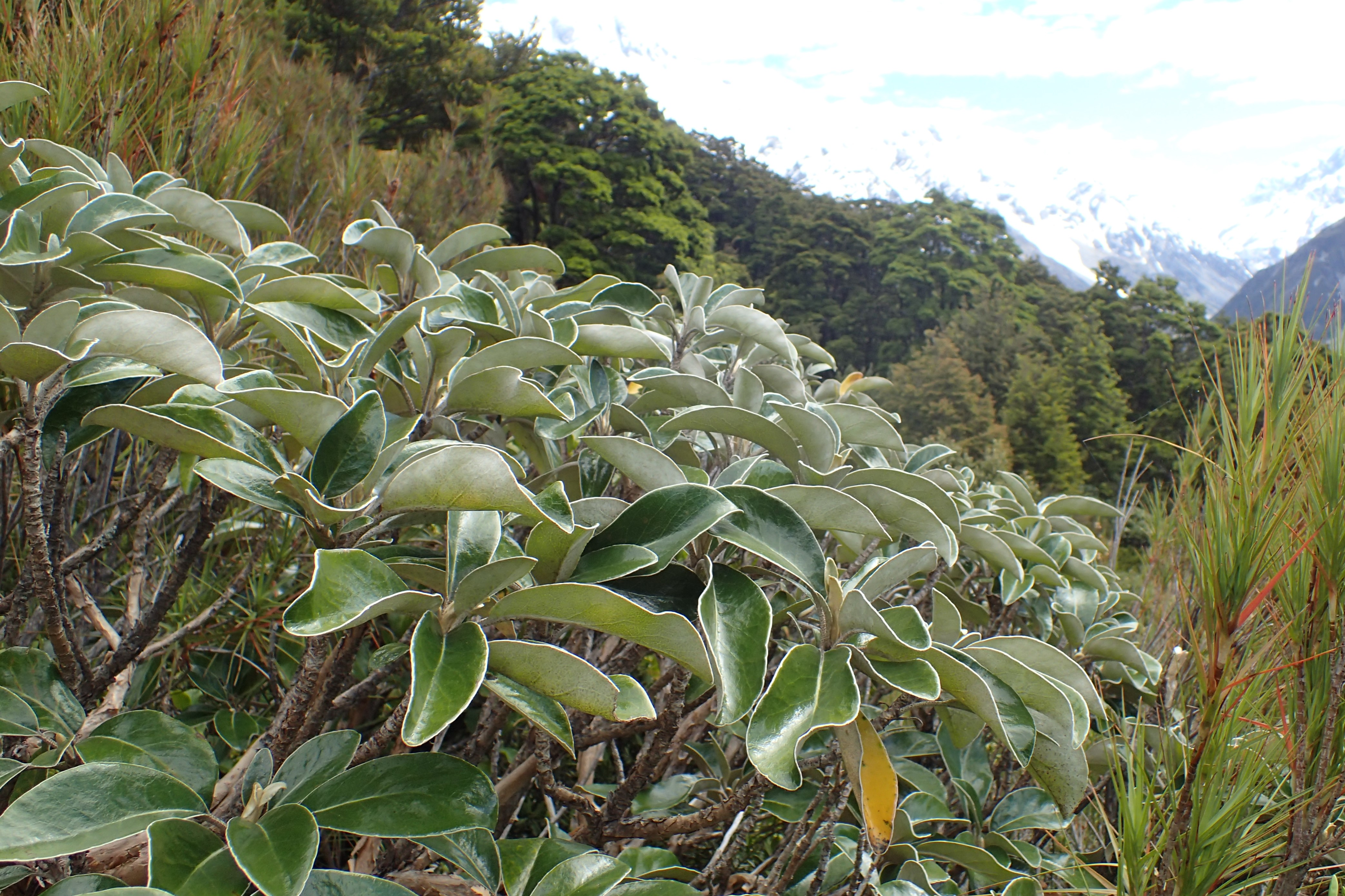
Brachyglottis rotundifolia
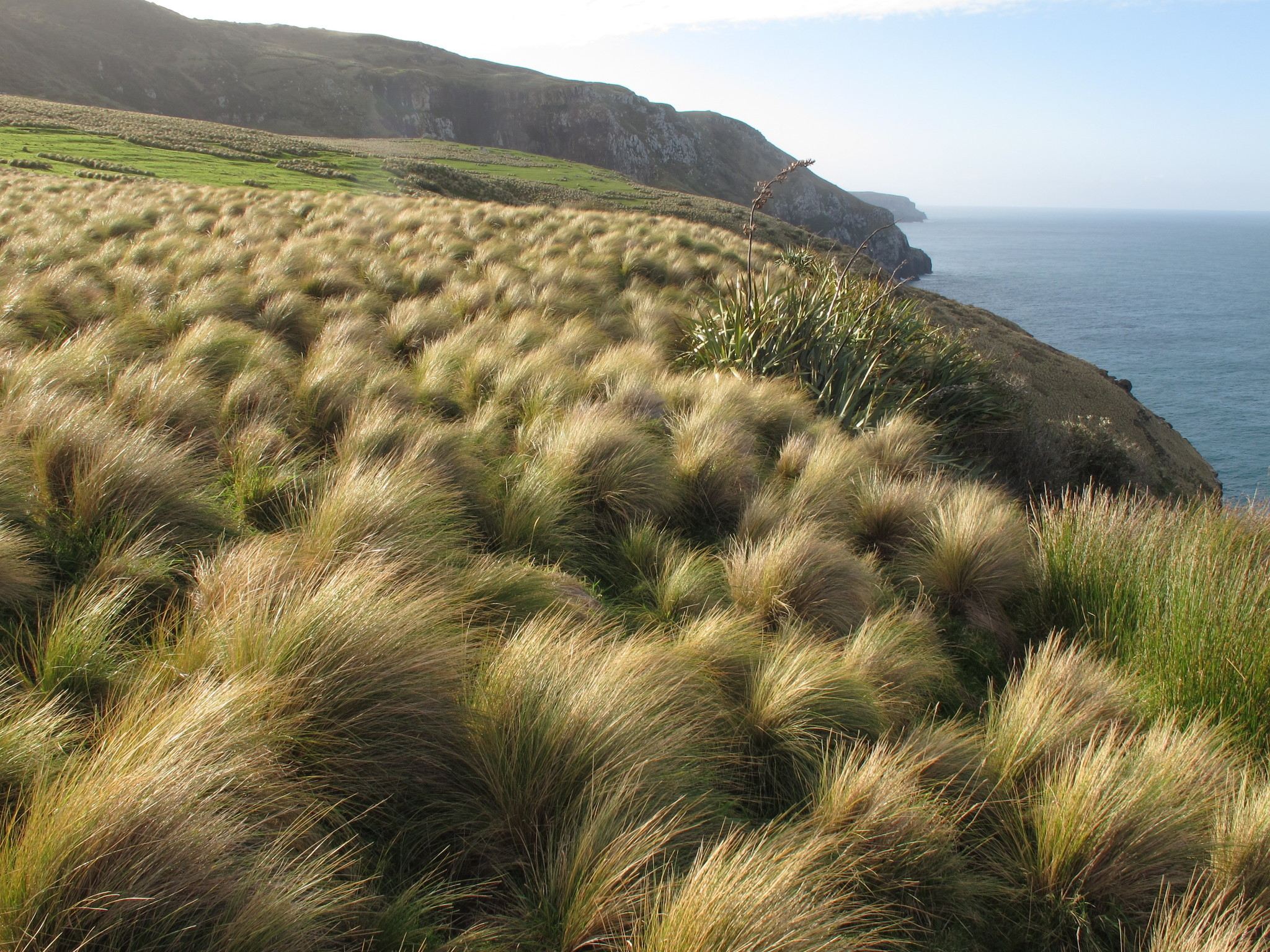
Silver tussocks (Poa cita)

## Fauna
De ecoregio is de thuisbasis van verschillende bedreigde inheemse soorten, waaronder de bruine Noordereilandkiwi (Apteryx mantelli), de blauwe eend (Hymenolaimus malacorhynchos), de Nieuw-Zeelandse vleermuis (Mystacina tuberculata) en de Noordelijke kokako (Callaeas wilsoni). Inheemse reptielen omvatten de skinkensoort Cyclodina whitakeri en de gekkosoorten Mokopirirakau granulatus en Naultinus punctatus.

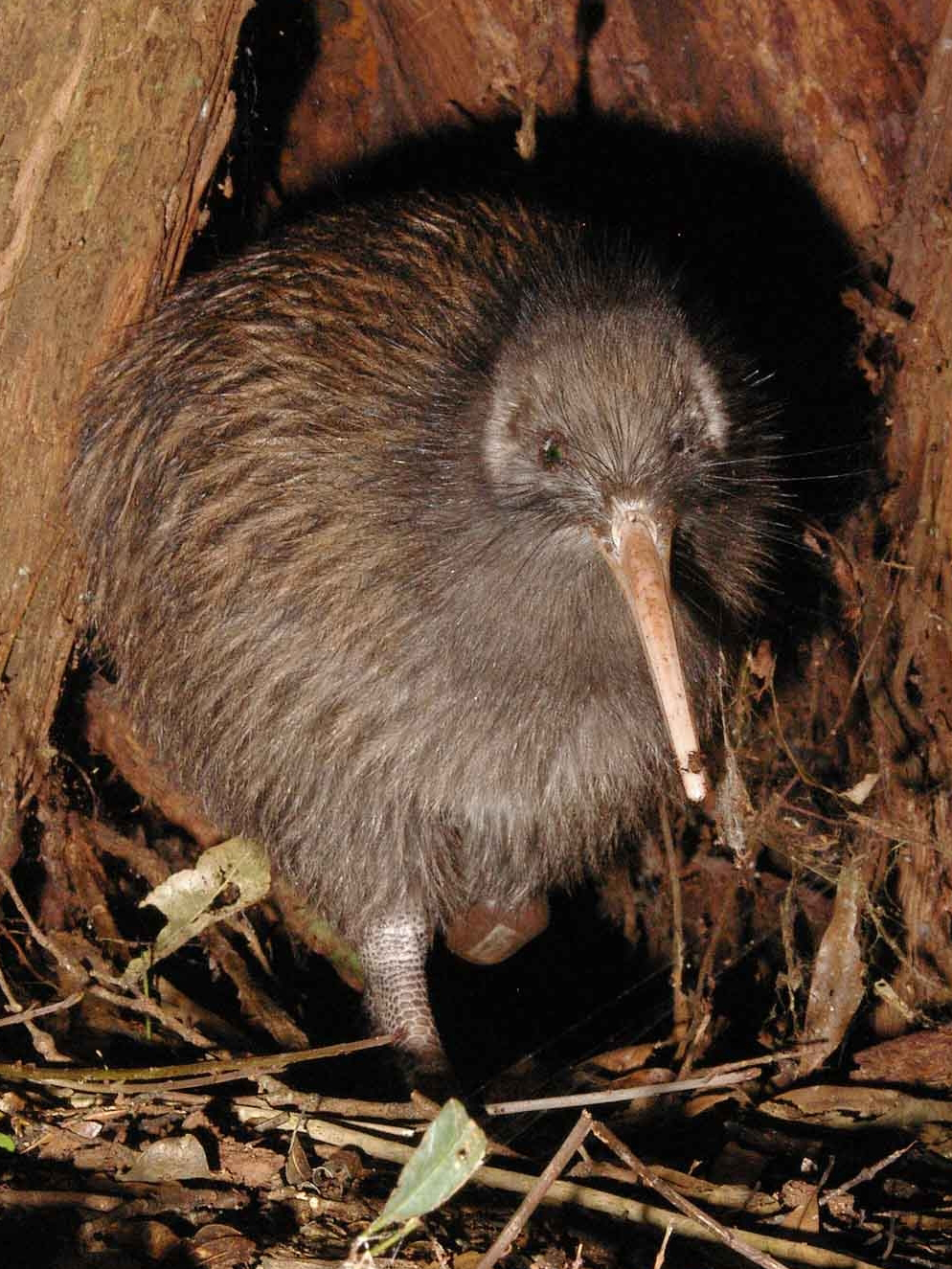
Noordereilandkiwi
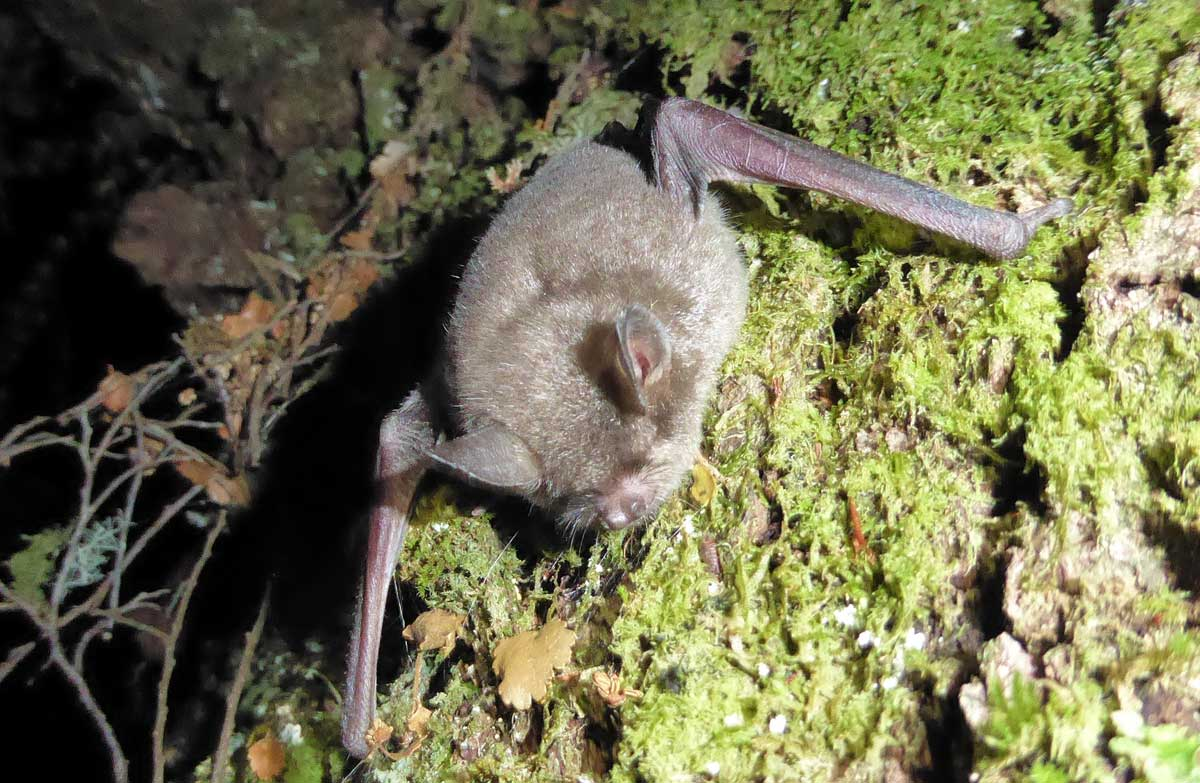
Nieuw-Zeelandse vleermuis
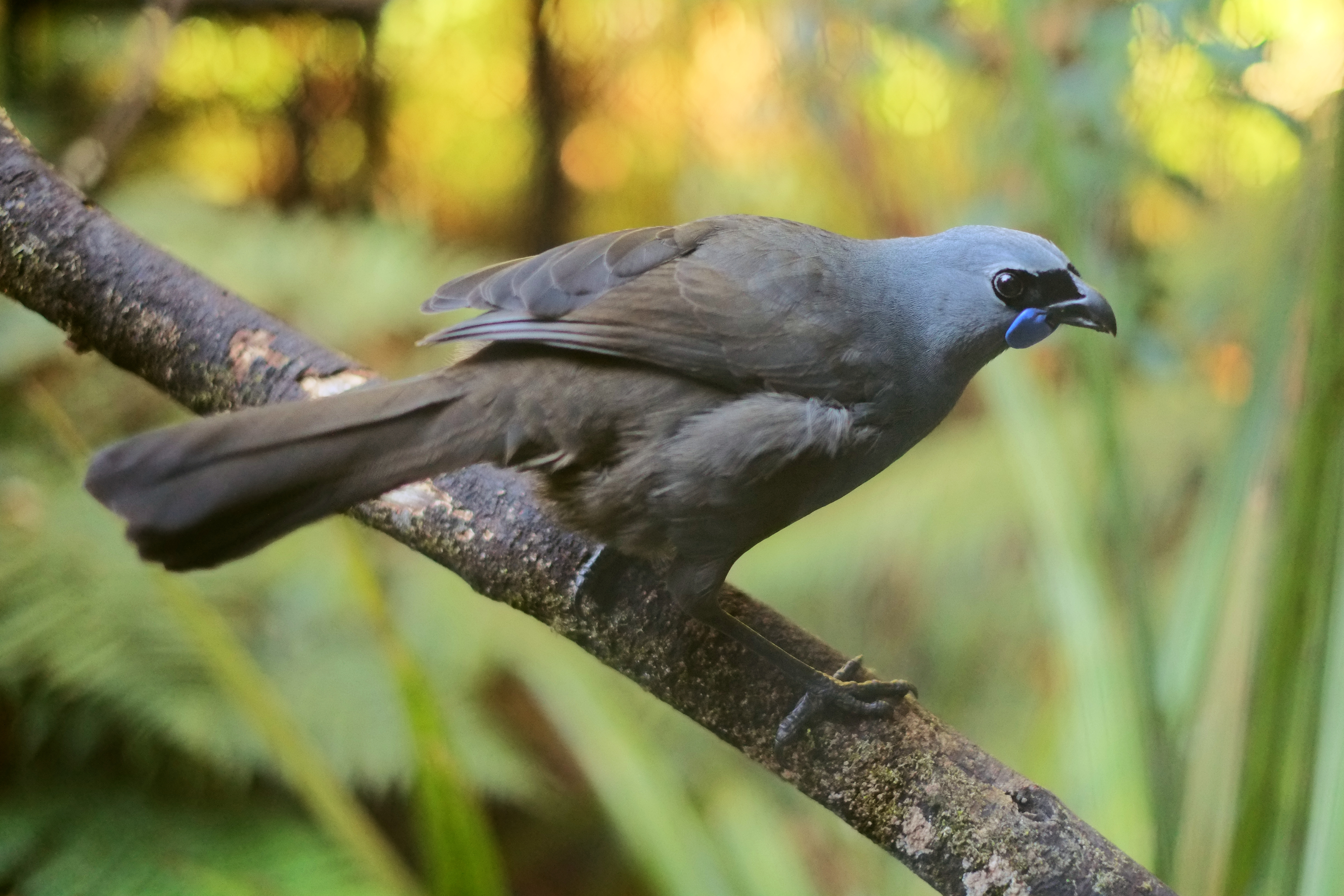
Noordelijke kokako
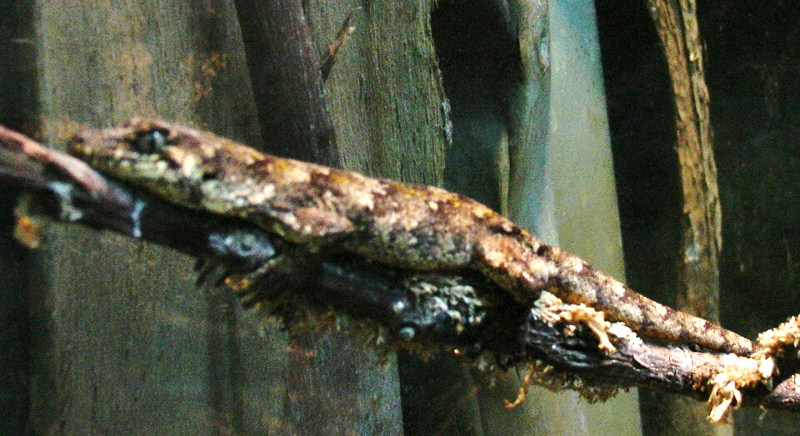
Mokopirirakau granulatus
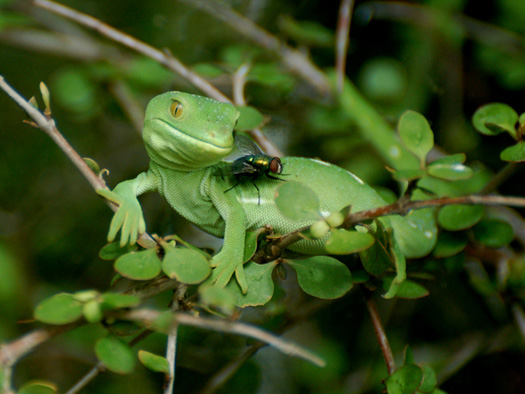
Naultinus punctatus